# C.W. Damodaram Pillai
Cirupitty Wyravanathar Damodaram Pillai (ur. 1832, zm. 1901) – lankijski pisarz, wydawca dzieł klasycznej literatury tamilskiej.

## Życiorys
Pochodził z Dżafny. Przybył do Indii, by przejąć redakcję „Tinavartamani”, jedynej ówcześnie istniejącej gazety w języku  tamilskim. Zyskał rozpoznawalność jako pierwszy absolwent Uniwersytetu Madraskiego (1858). Podjął następnie pracę w służbie cywilnej, początkowo w Madrasie, później zaś w księstwie Pudukkottai. Poświęcił się wydawaniu, komentowaniu oraz działaniu na rzecz zachowania dzieł klasycznej literatury tamilskiej. Jednym z jego pierwszych dokonań w tym zakresie było wydanie czterech części Tolkappiyam wraz z odnośnymi komentarzami. Opublikował fundamentalne prace dotyczące gramatyki tamilskiej – Virasoliyam pióra Puttamittrama (1881), Iraiyanar Ahapporul (1883) i Elakkana Vilakkam, autorstwa Swaminathy Desikara (1889). W okresie późniejszym stał również za wydaniem drukiem antologii poetyckiej z późnego okresu klasycznego Kalittogai oraz eposu Sulamani. Uznawany za jedną z najważniejszych postaci w procesie ponownego odkrycia niezwykle bogatej tamilskiej spuścizny literackiej na przestrzeni XIX stulecia.
Zmarł w Madrasie.